# Кабінет медалей

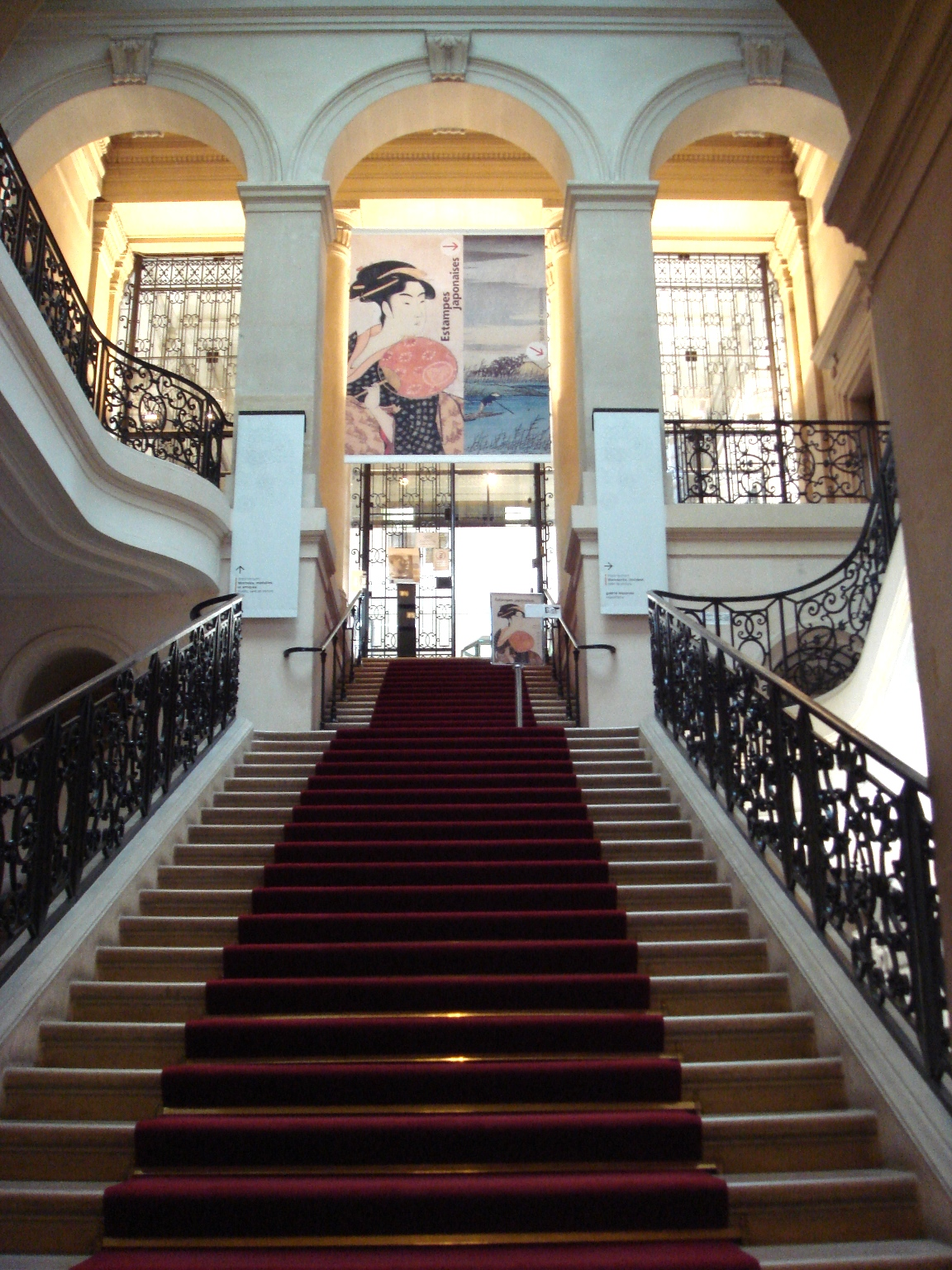
Відділення монет, медалей та старожитностей, Кабінет медалей, парадні сходи.

Кабіне́т меда́лей (Cabinet des Médailles) або кабіне́т Фра́нції (Cabinet de France) — неформальна назва Відділення монет, медалей та старожитностей Національної бібліотеки Франції, яке вважається найстарішим у Франції музеєм і займає старовинний будинок бібліотеки на вулиці Рішельє, 2-й округ міста Париж.

## Історія і поповнення
Пост зберігача королівських медалей та старожитностей ввів король Карл IX (король у 1560–1574 рр.). Кожен новий монарх розширював збори камей, дорогоцінних каменів і медалей, а також нумізматичну колекцію, яка вважалася найбагатшою в Європі.
Власний кабінет курйозів мав і молодший брат короля Луї ХІІІ — принц Гастон Орлеанський (1608–1660). Його кабінет успадкував Луї XIV, що зацікавився зібранням і значно його розширив. Аби «спілкуватися» з коштовностями та раритетами збірки, Луї XIV наказав перевести кабінет з Парижа у Версаль.По смерті короля-Сонце кабінет знову повернули у Париж. Його склад довгий час мав універсальний, «курйозний» характер. Тут поряд з ювелірними виробами, монетами, медалями та античними артефактами зберігали і зразки живопису  — Карла Ван Лоо, Франсуа Буше, Шарля Жозефа Натуара, відомих представників французького рококо.
У 1765 році своє зібрання старожитностей заповідав кабінету один з перших археологів, граф Келюс (1692–1765). Після скасування королівської влади в роки французької революції (1789–1793) до Кабінету медалей були передані дохристиянські артефакти з ризниці Сент-Шапель. У ті роки кабінетом керував один із засновників сучасної нумізматики, Теофіль Маріон Дюмерсан. У 1846 році в кабінет передали Гурдонський скарб, в 1862 році — унікальне зібрання грецьких монет герцога Люїня(1578–1621), фаворита короля Луї XIII.
З 1917 р. кабінет переведено в сучасну споруду на вулиці Рішельє.

## Головні відділи і фонди

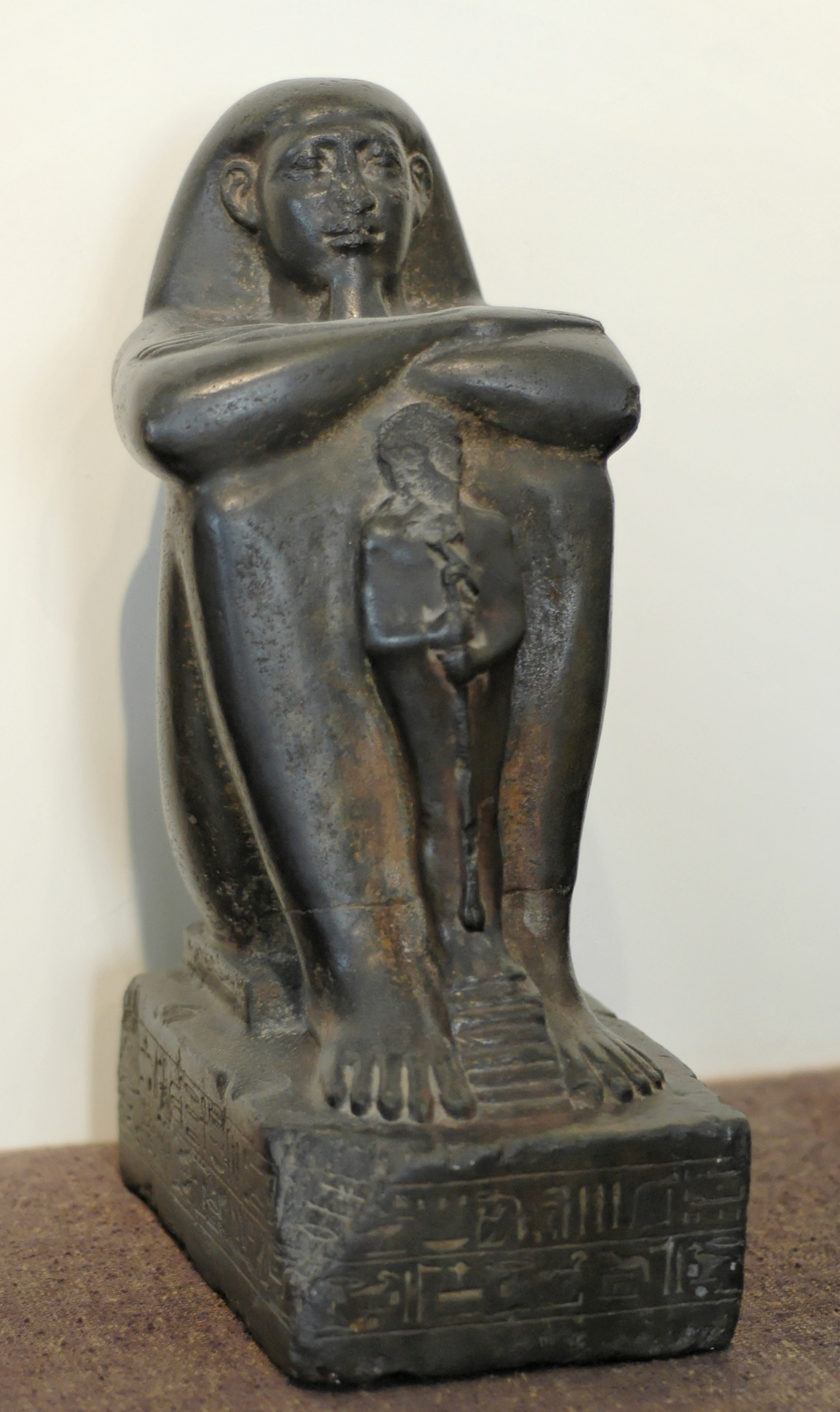
Скульптура зі Стародавнього Єгипту.

- Давньогрецькі артефакти (гліптика, ювелірство, вироби з бронзи, скульптура, кераміка греків і етрусків)
- пам'ятки Стародавнього Риму (вироби з бронзи, монети та медалі, гліптика, мармурова і бронзова скульптура, теракота)
- артефакти Стародавнього Єгипту (небагато)
- Вироби зі слонової кістки доби середньовіччя (також з Візантії)
- гліптика доби відродження
- монети, ювелірні вироби країн Близького Сходу
- нумізматичні колекції країн Далекого Сходу
- зразки медальєрного мистецтва країн Західної Європи і Франції
- вироби античного і середньовічного скла
- залишки ювелірства зі скарбниці Сен Дені( більша частина — нині в Луврі).

## Зацифрування колекції
У рамках проєкту електронної бібліотеки Ґалліка було проведено зацифрування понад 90 000 грецьких монет з фондів кабінету, відтепер доступних онлайн.

## Монети Стародавньої Греції та Риму
Нумізматична колекція цього відділу сягає 225 000 примірників.

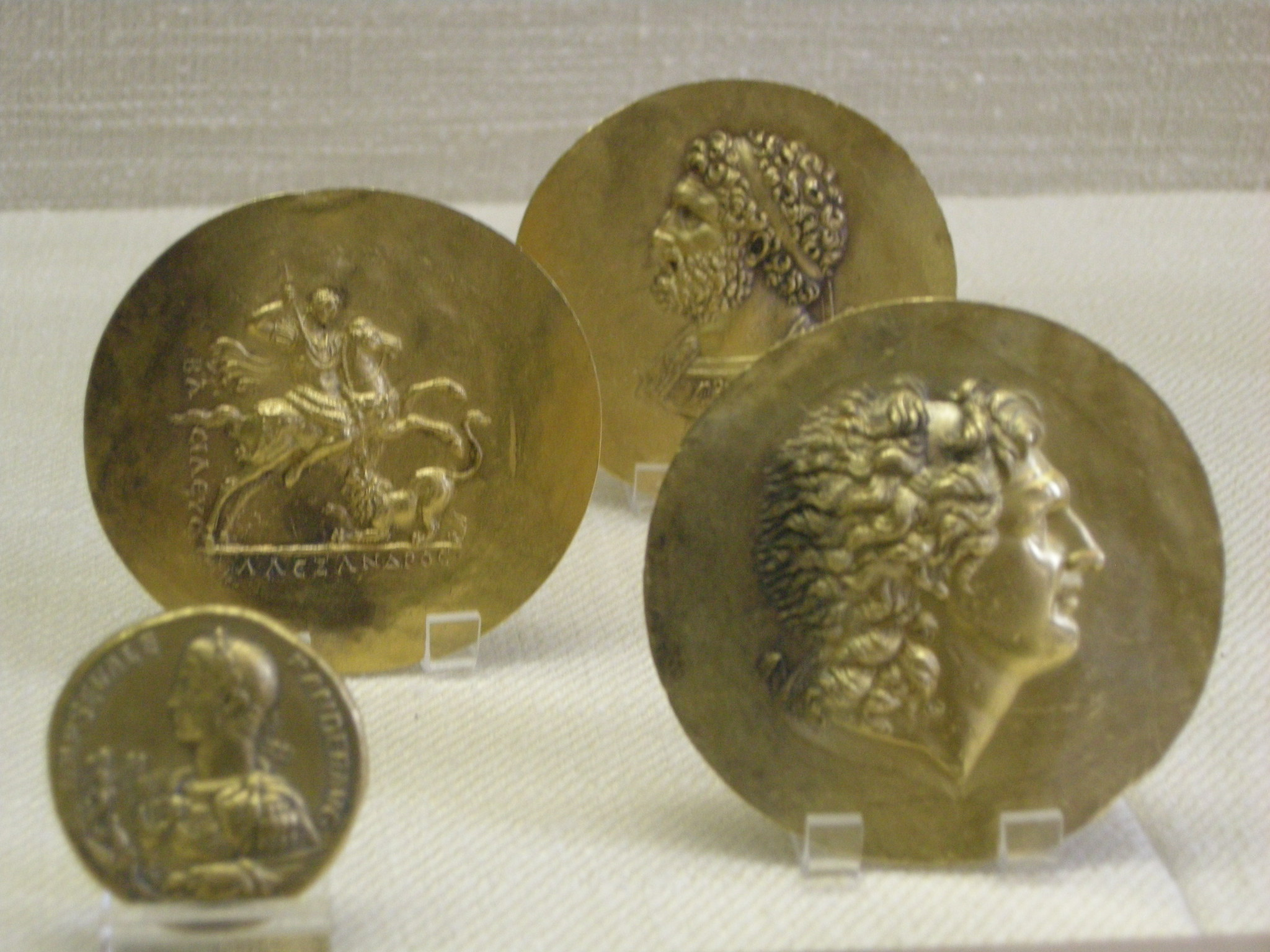
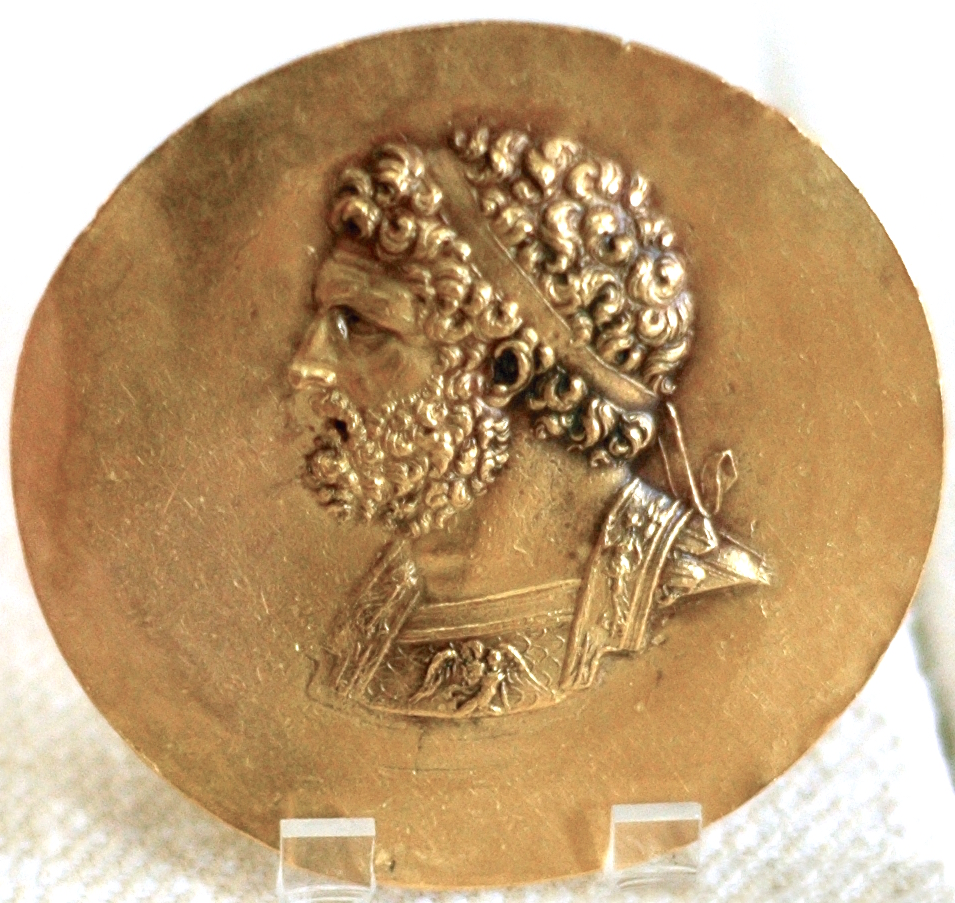
Цар Філіп II Македонський
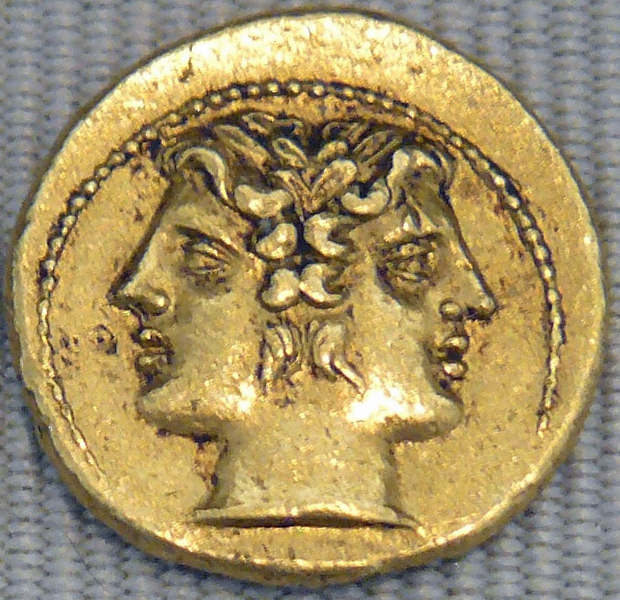
Римський демі-статер
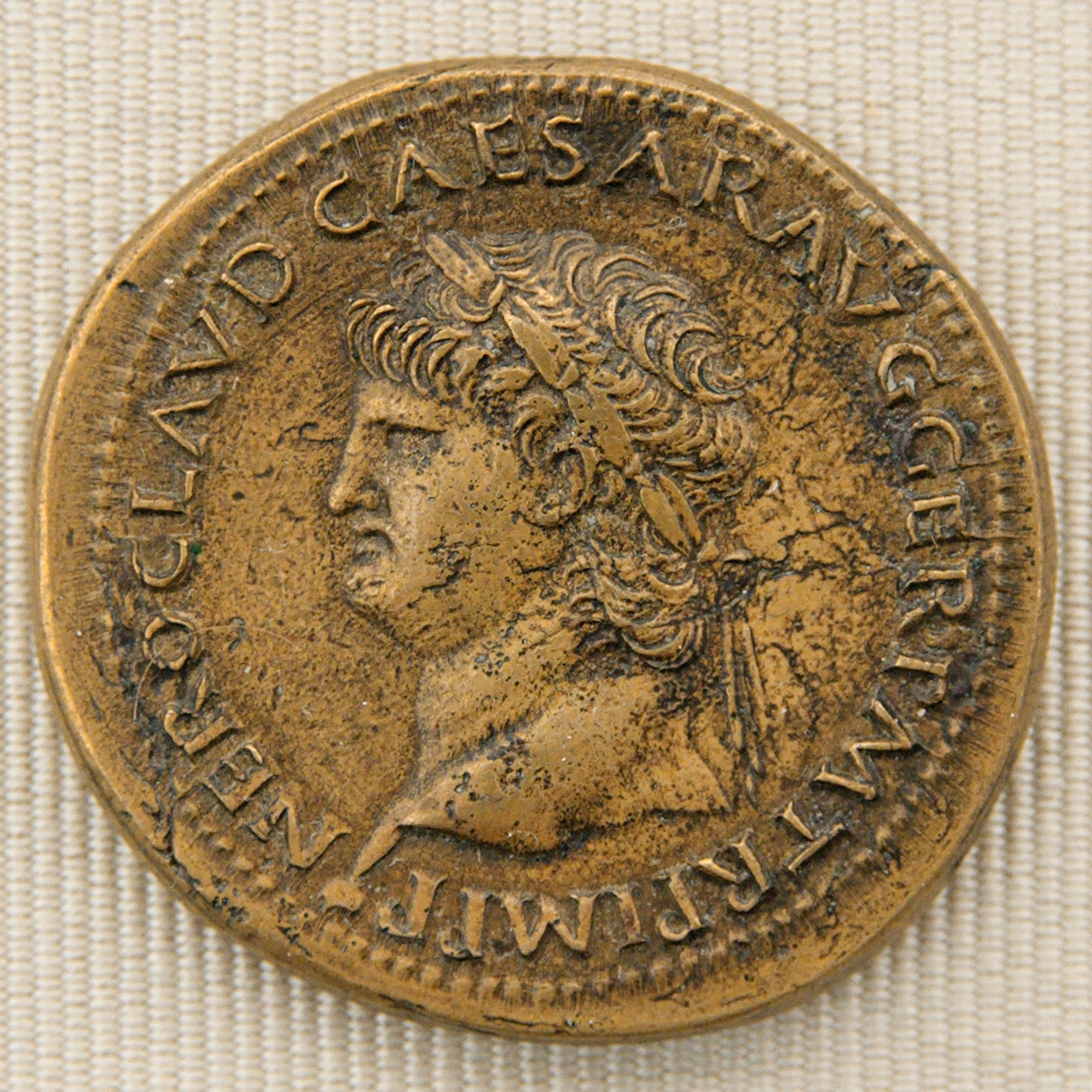
Сестерций імператора Нерона

## Медальєрне мистецтво країн Західної Європи та Франції

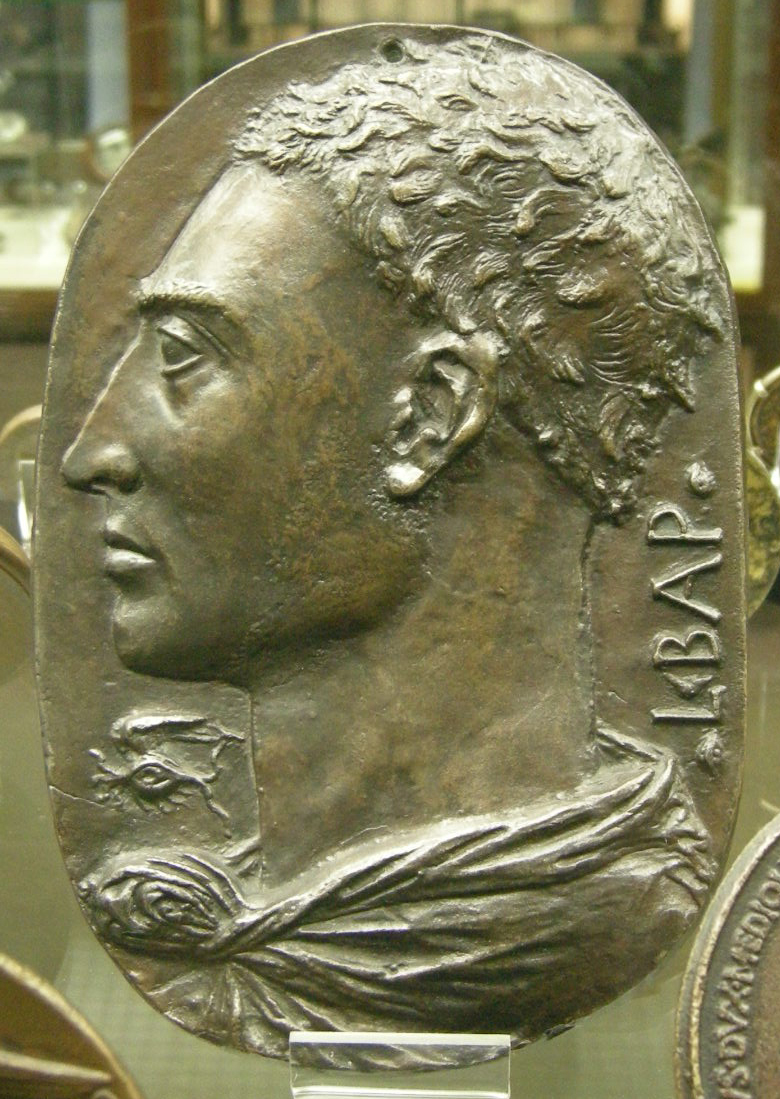
Пізанелло, профіль Л. Б.Альберті
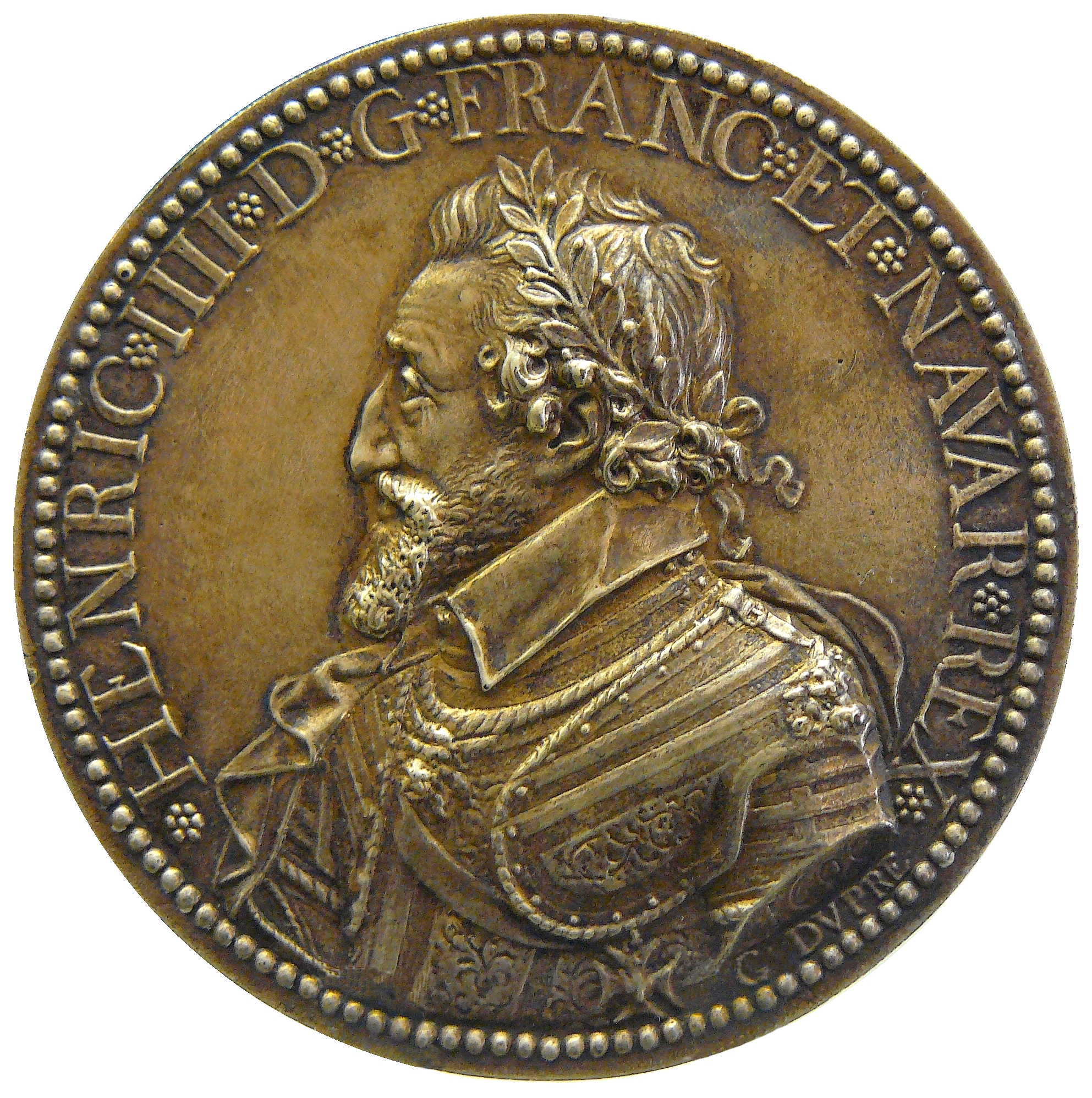
Гільом Дюпре, король Генріх IV
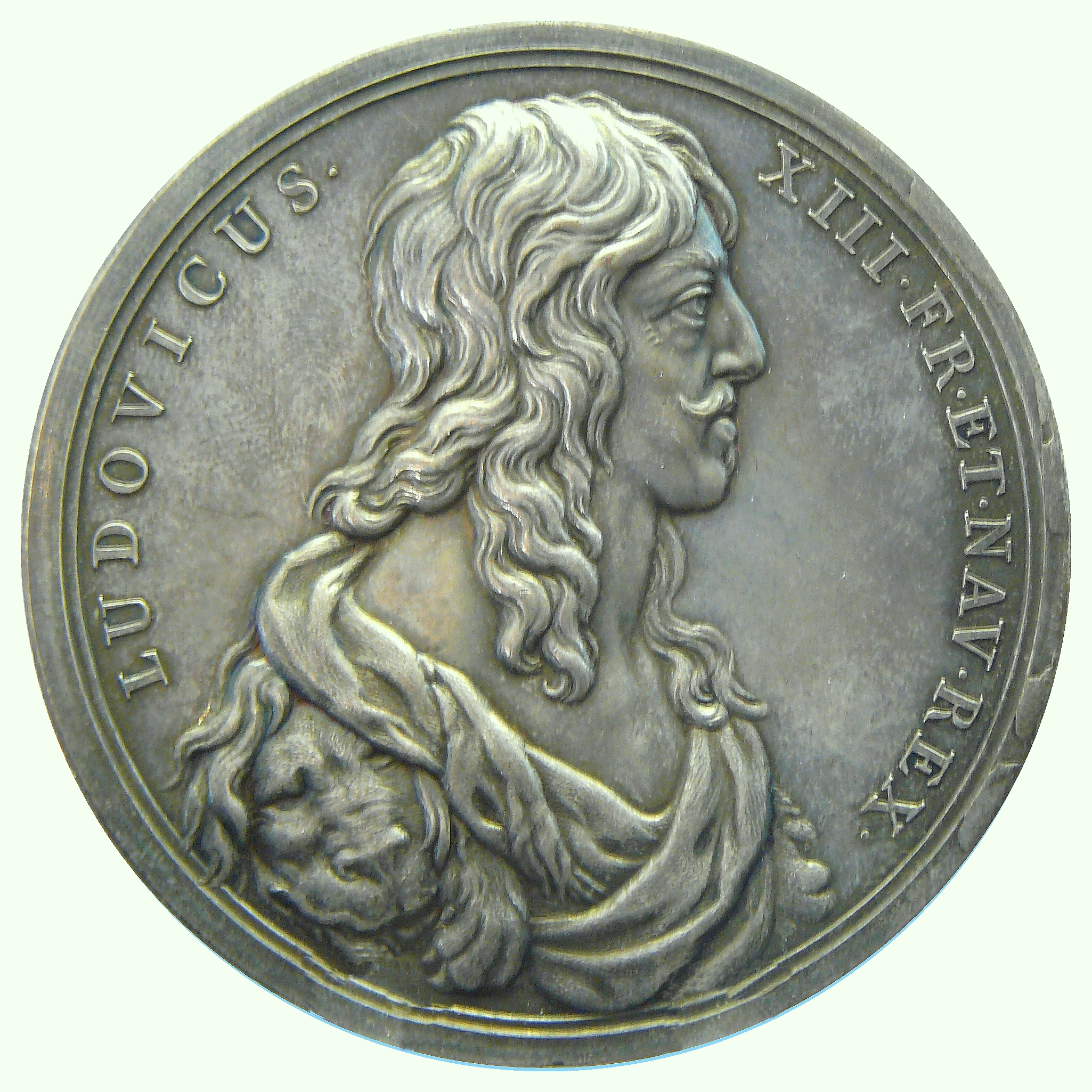
Жан Варе́н, король Луї XIII
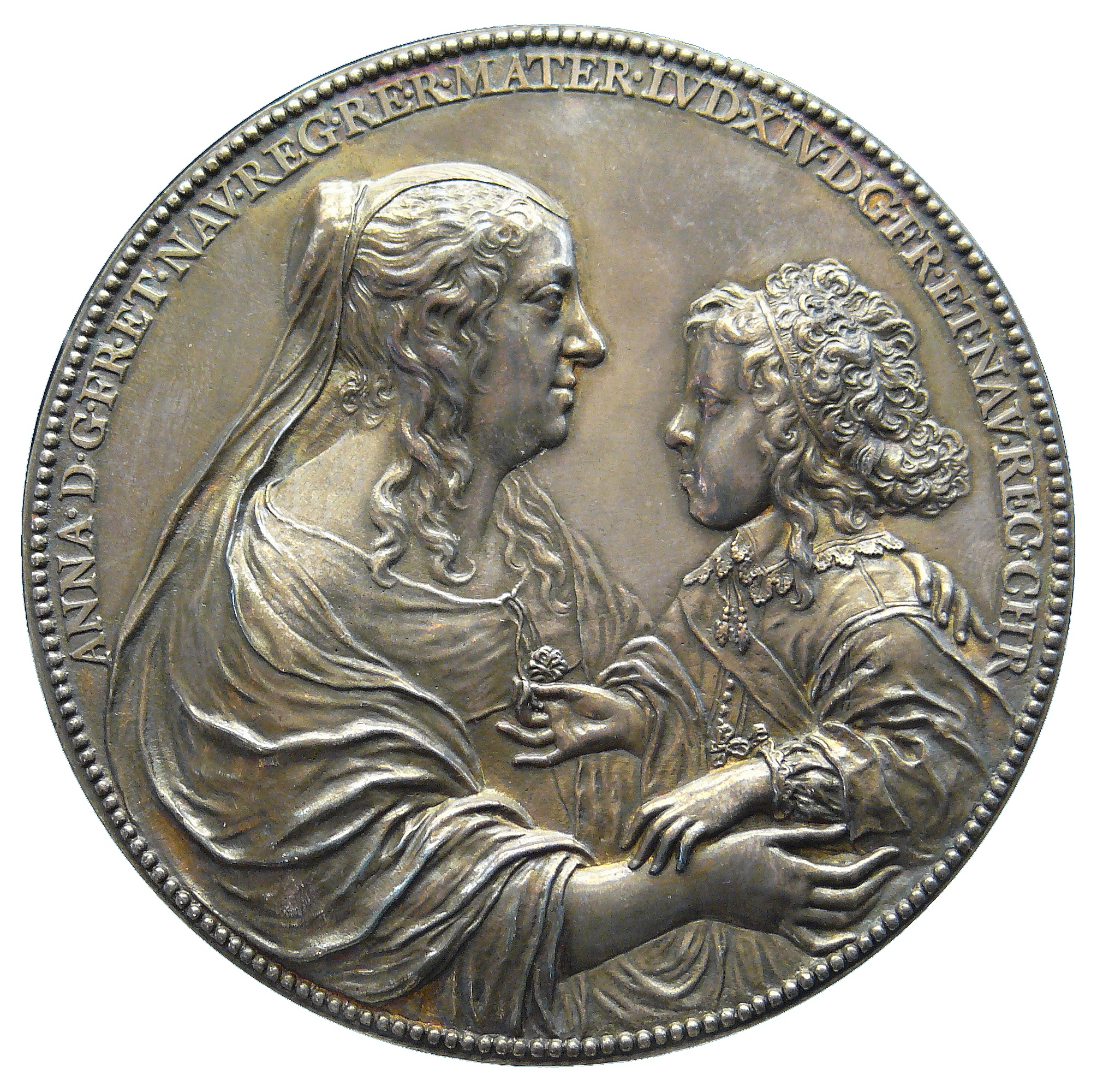
Королева Анна Австрійська з сином, 1645 р.
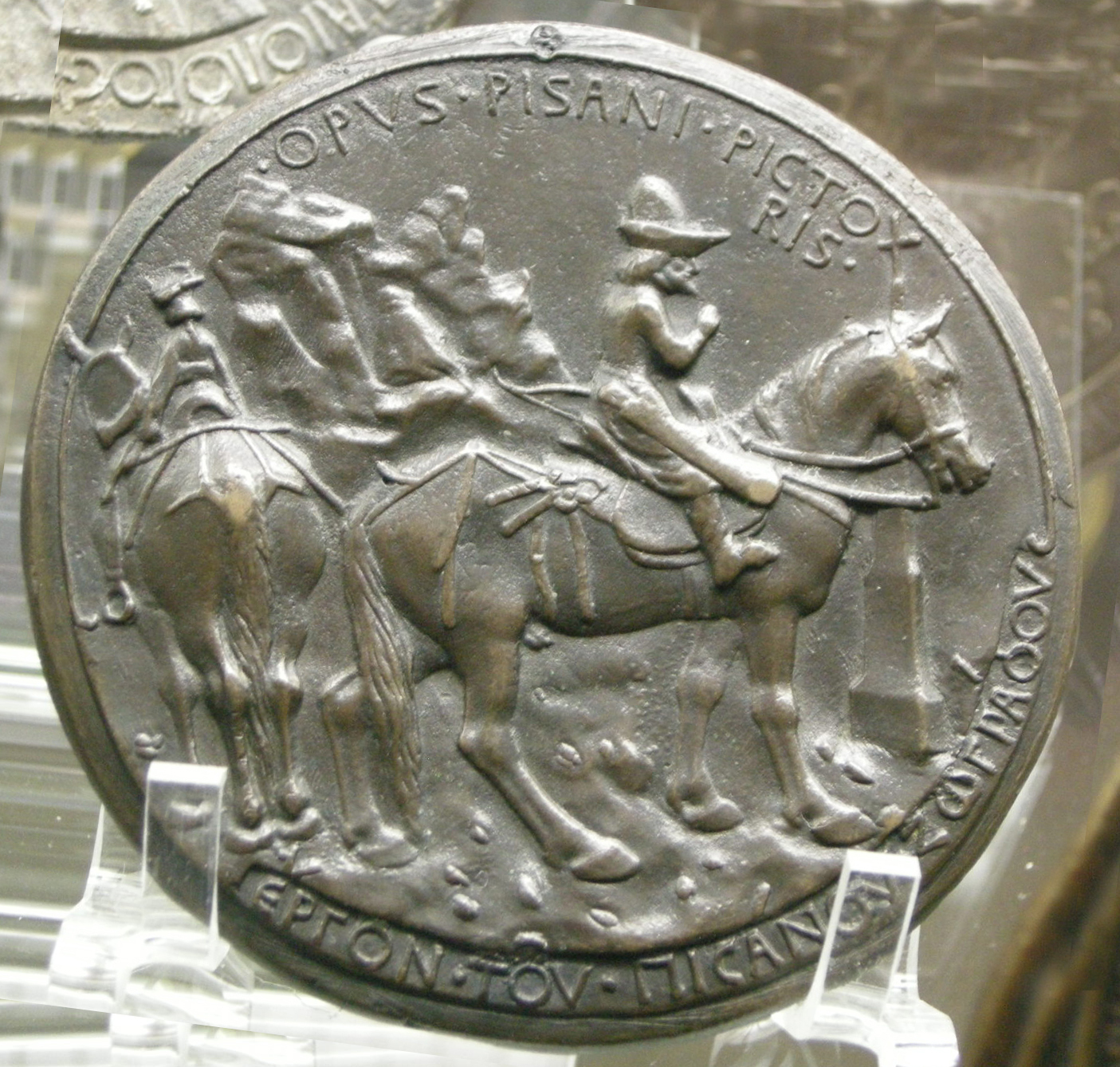
Ск. Пізанелло,медаль на честь візантійського імператора Іоанна VIII Палеолога, реверс
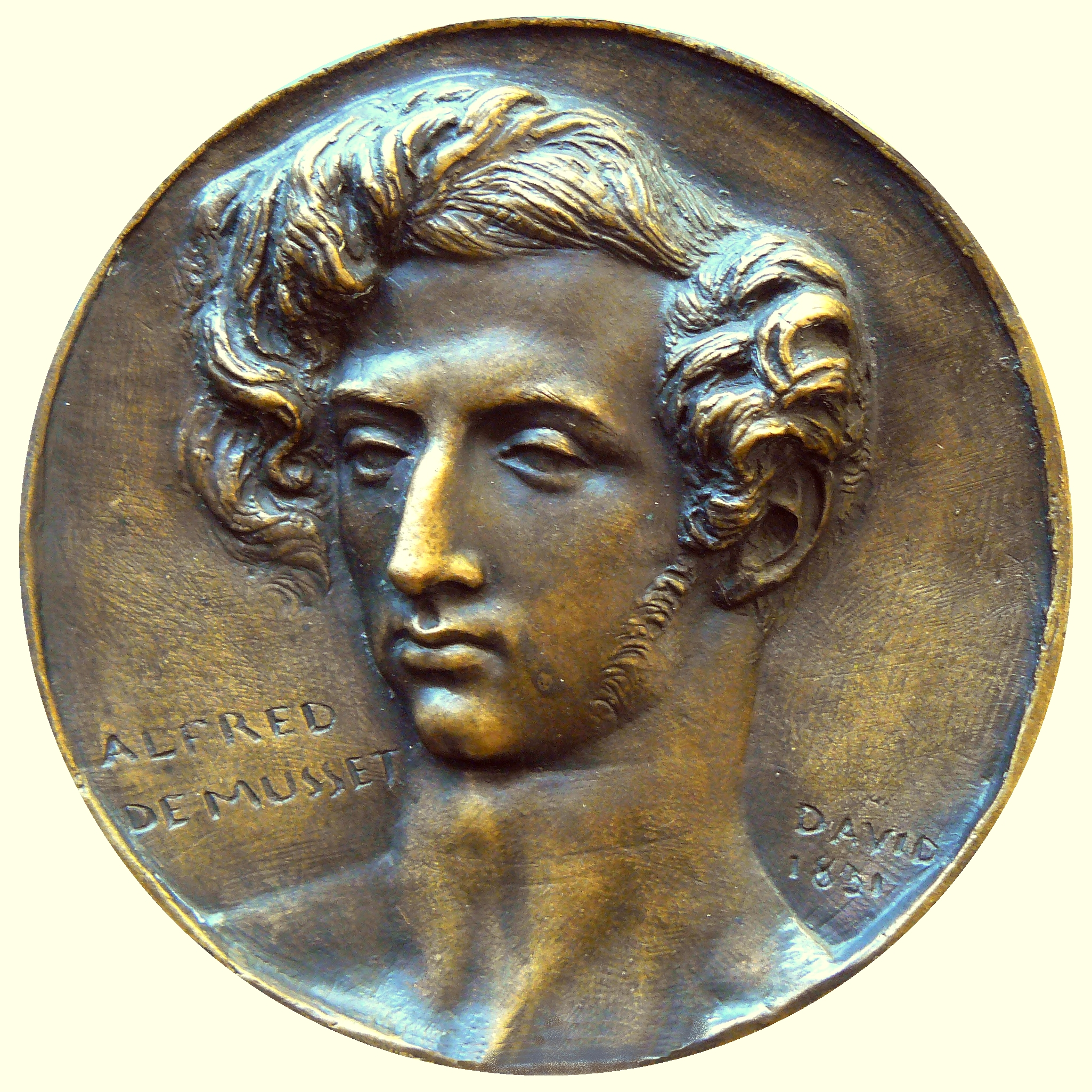
Давід д'Анже, літератор Альфред Мюссе, 1831 р.
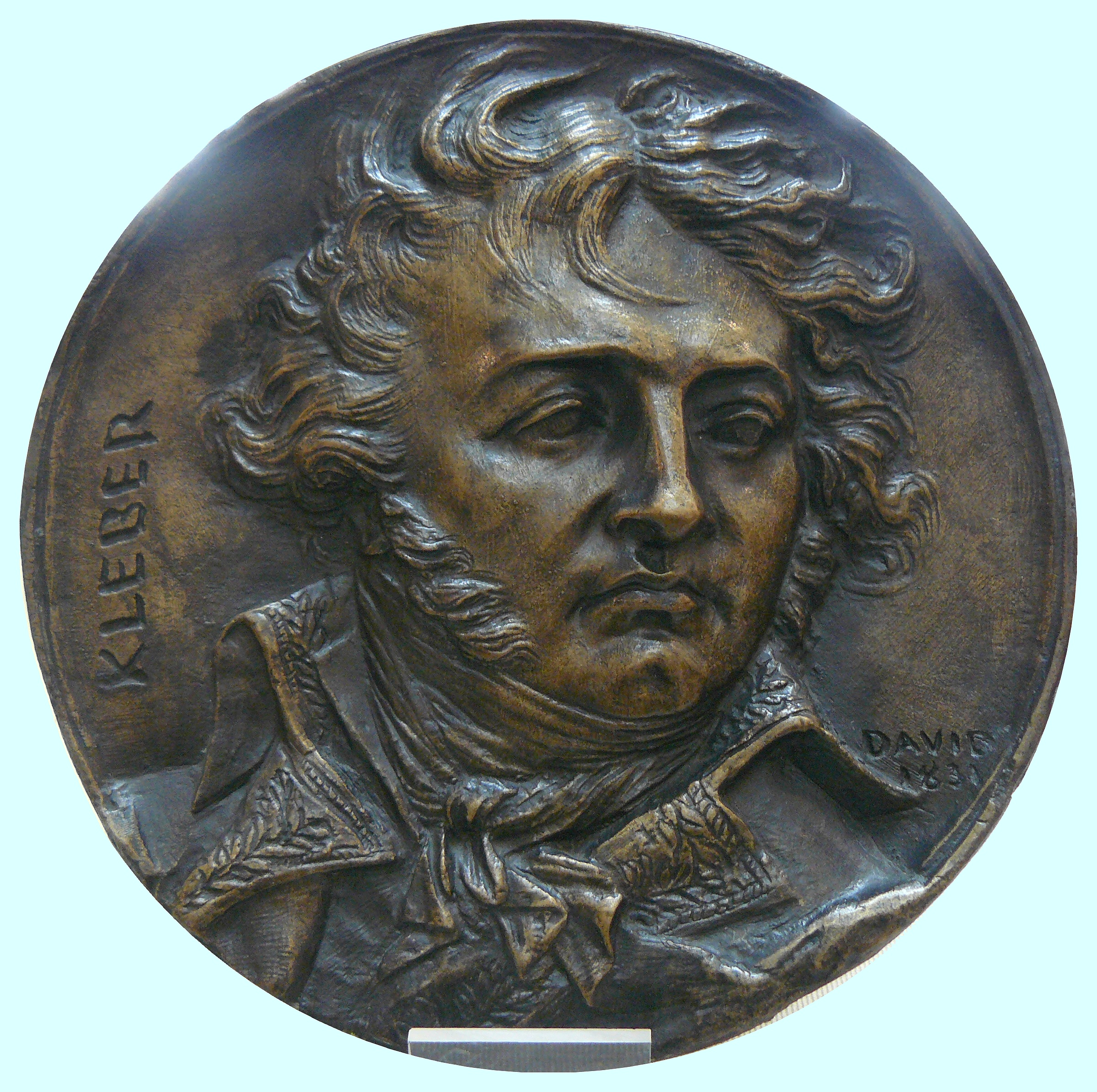
Давід д'Анже,генерал Ж.Б. Клебер, 1831 р.
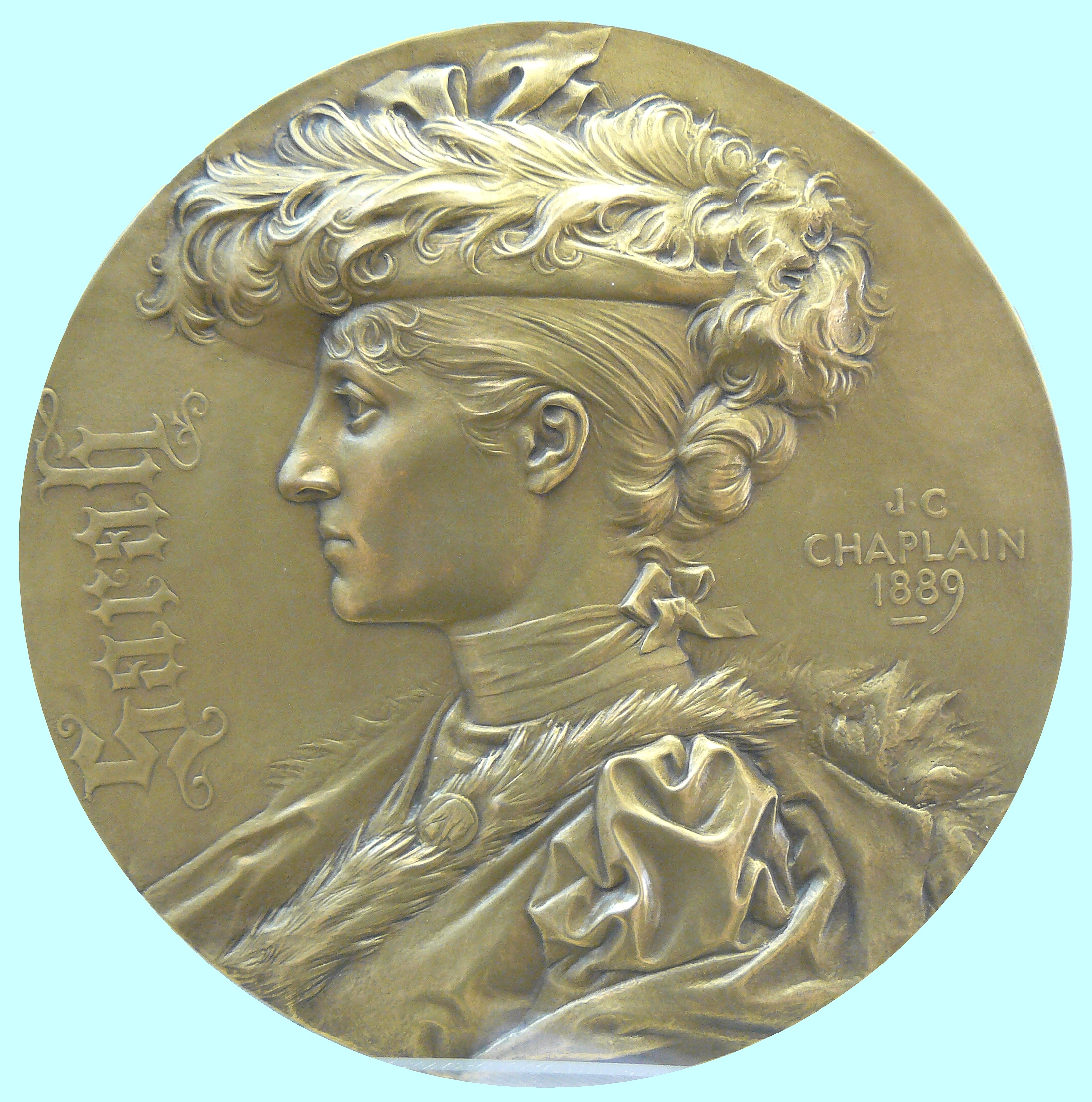
Жюль Клемент Шаплєн, Сара Бернар, 1889 р.

## Зразки античної скульптури

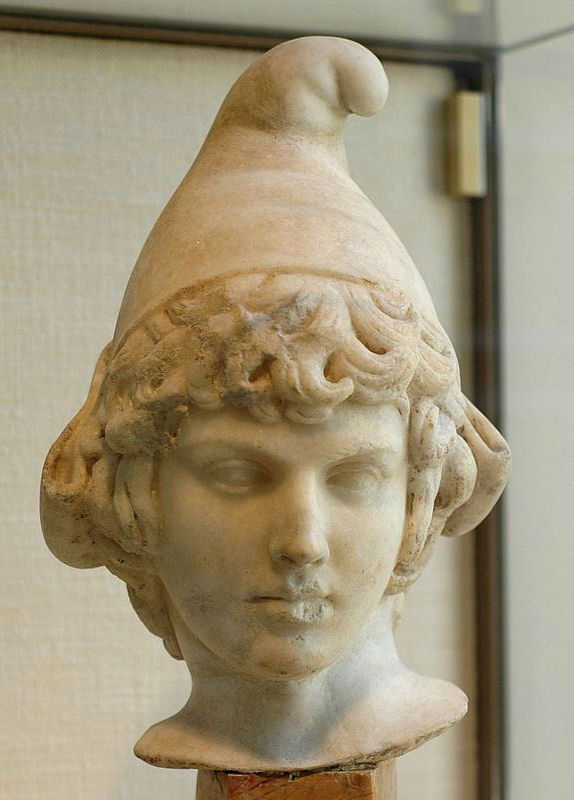
Голова Аттіса, мармур
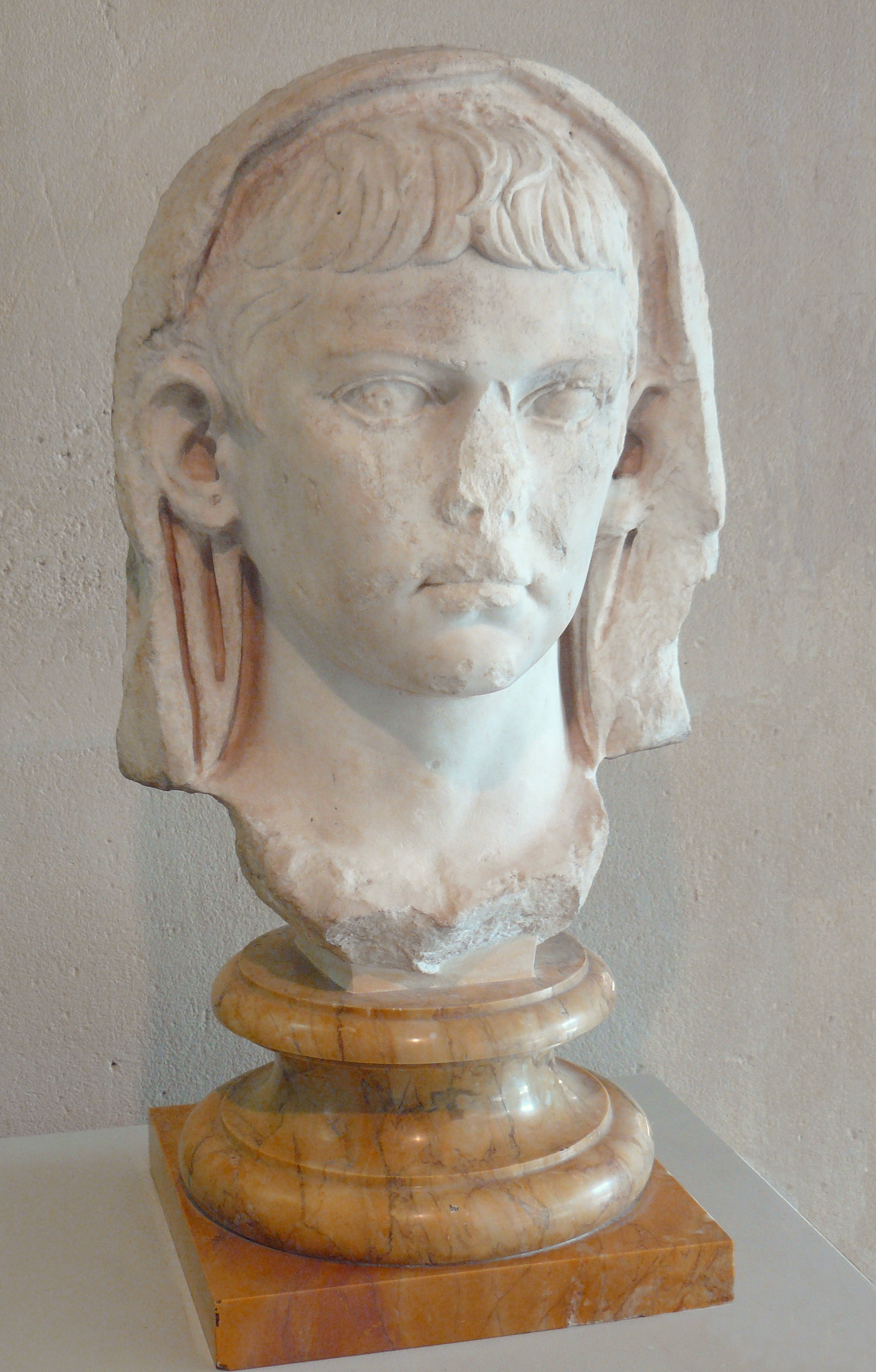
імператор Нерон
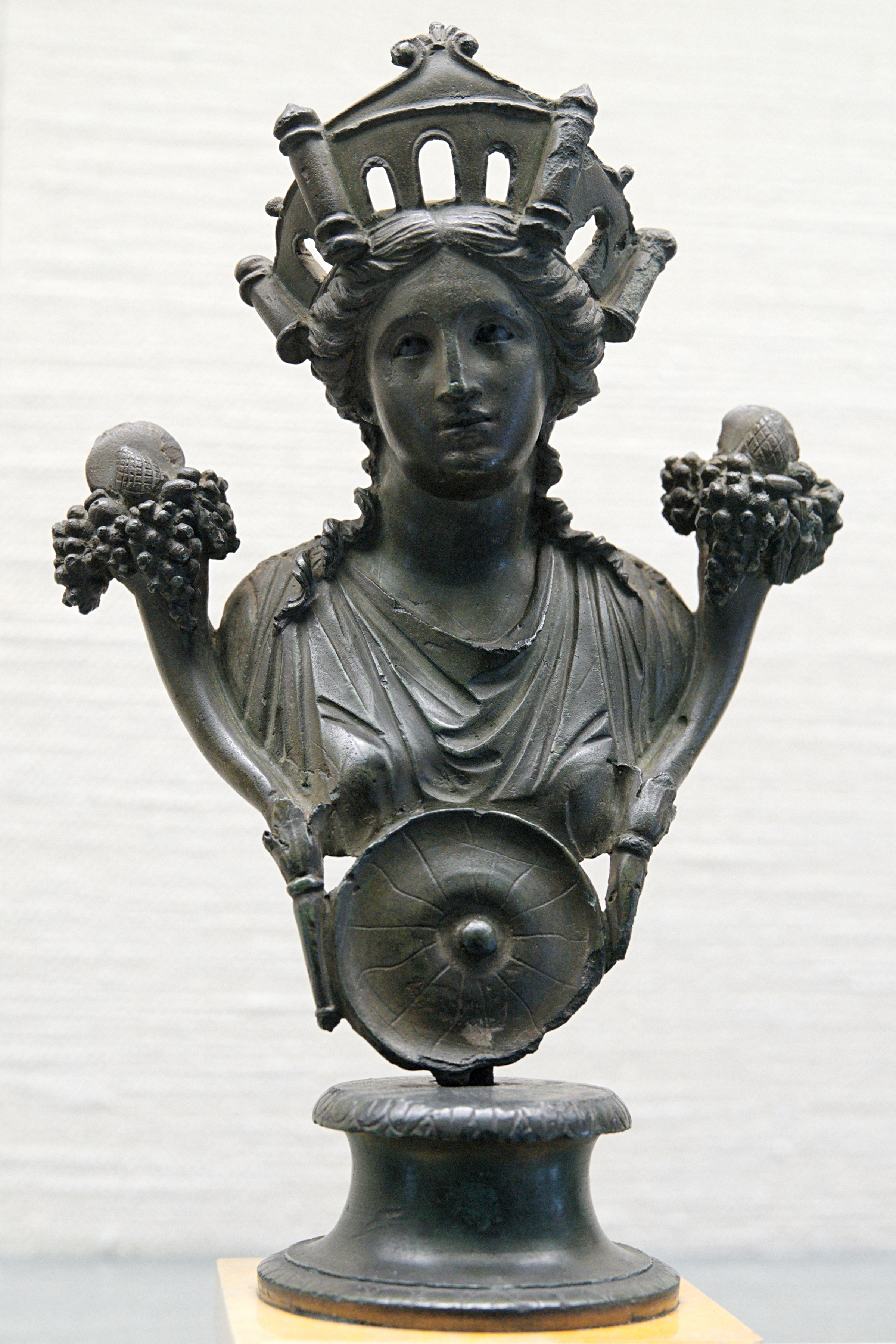
Кібела, бронза
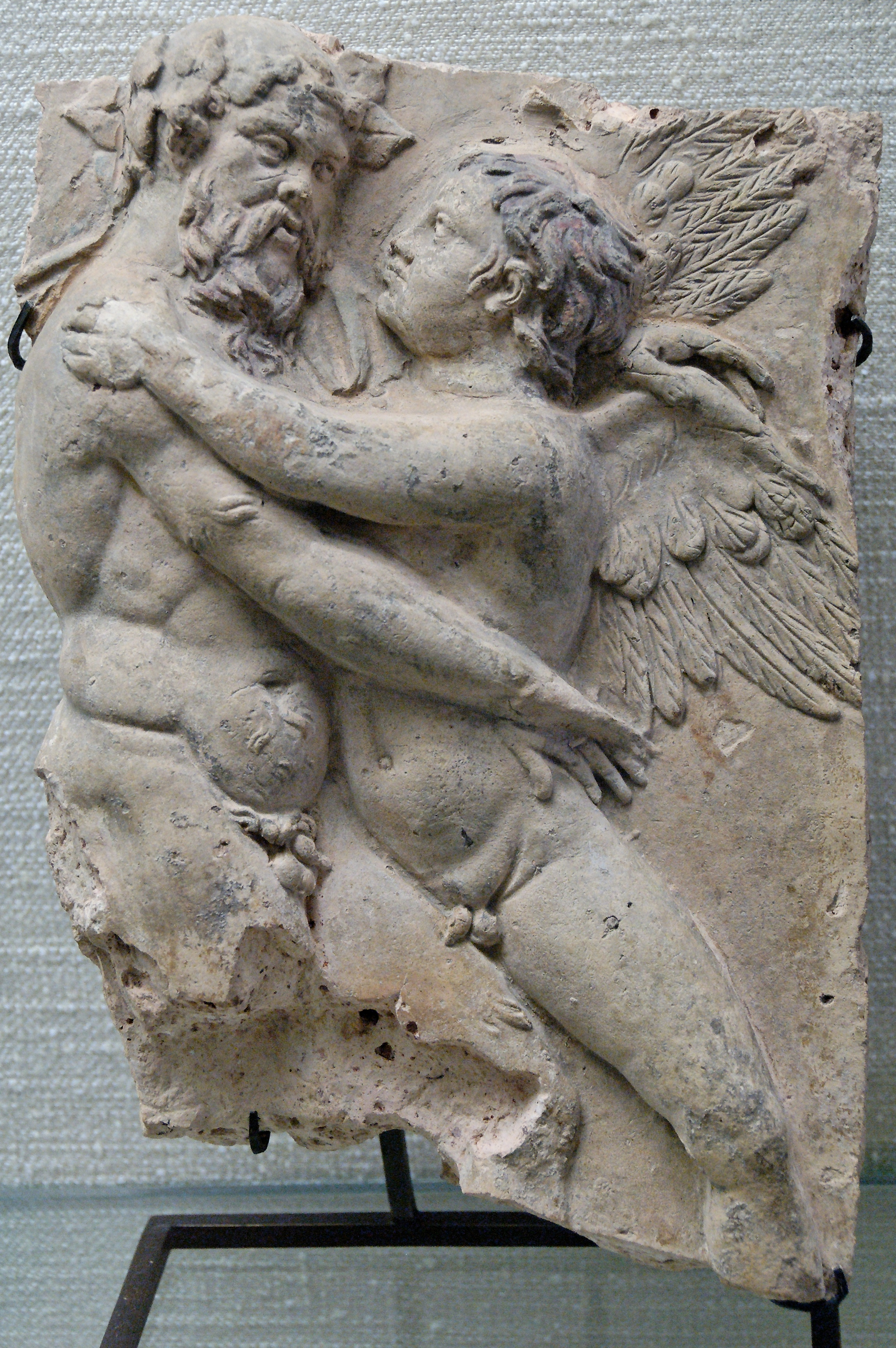
Силен та божок Ерот, антична теракота

## Скарби різних відділів

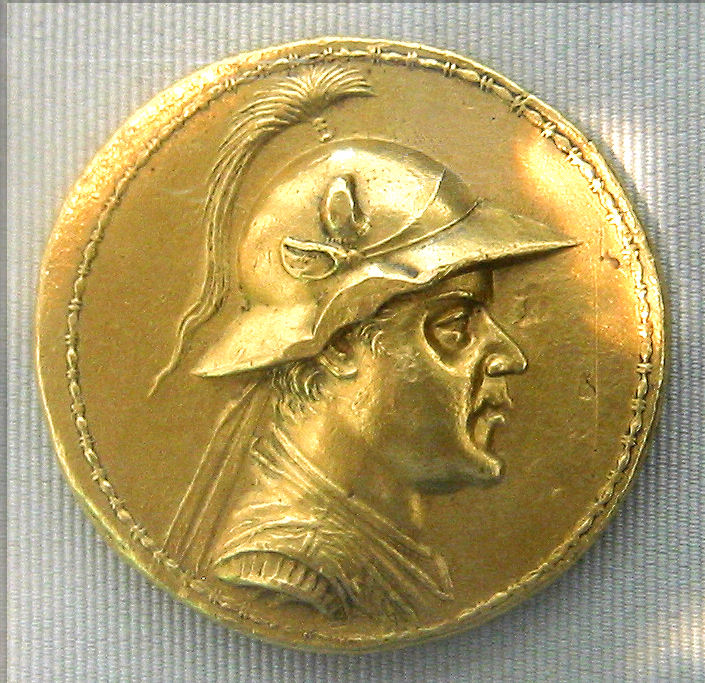
Медаль Евкратіда з Бухари (II ст. до н. е.)
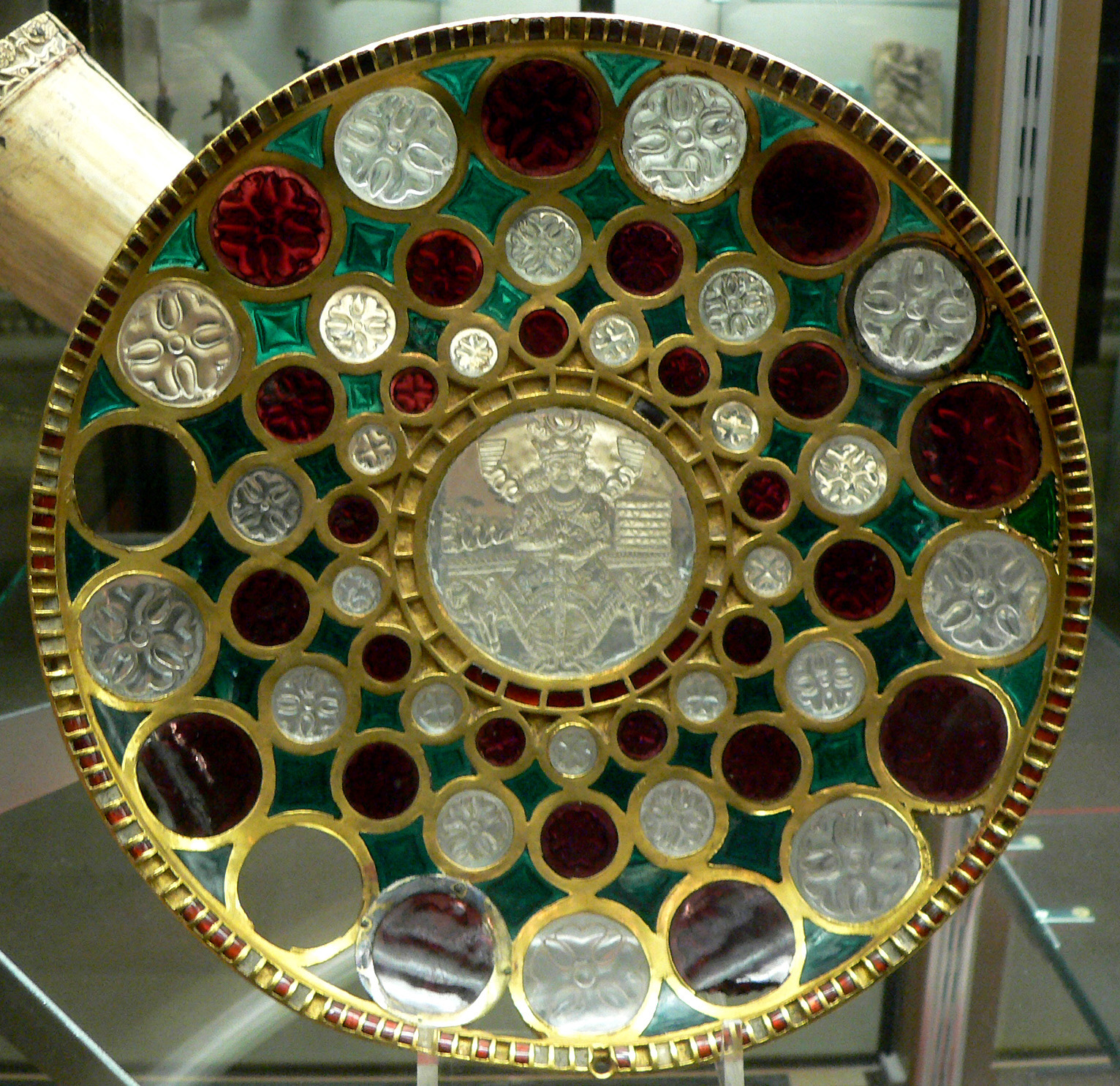
Тарілка царя Хосрова (так звана тарілка Соломона)
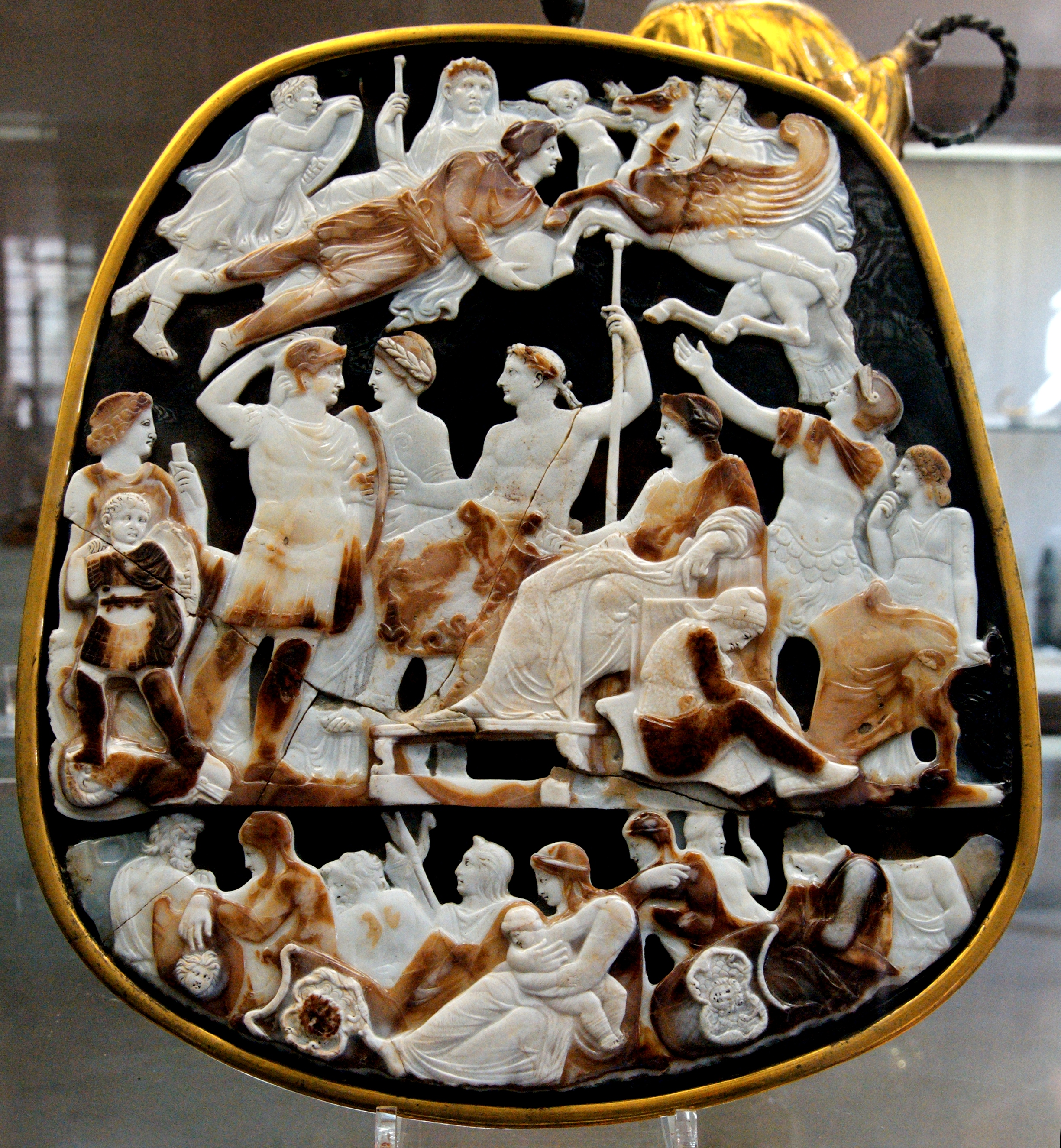
Велика камея Франції (I ст. до н. е.)
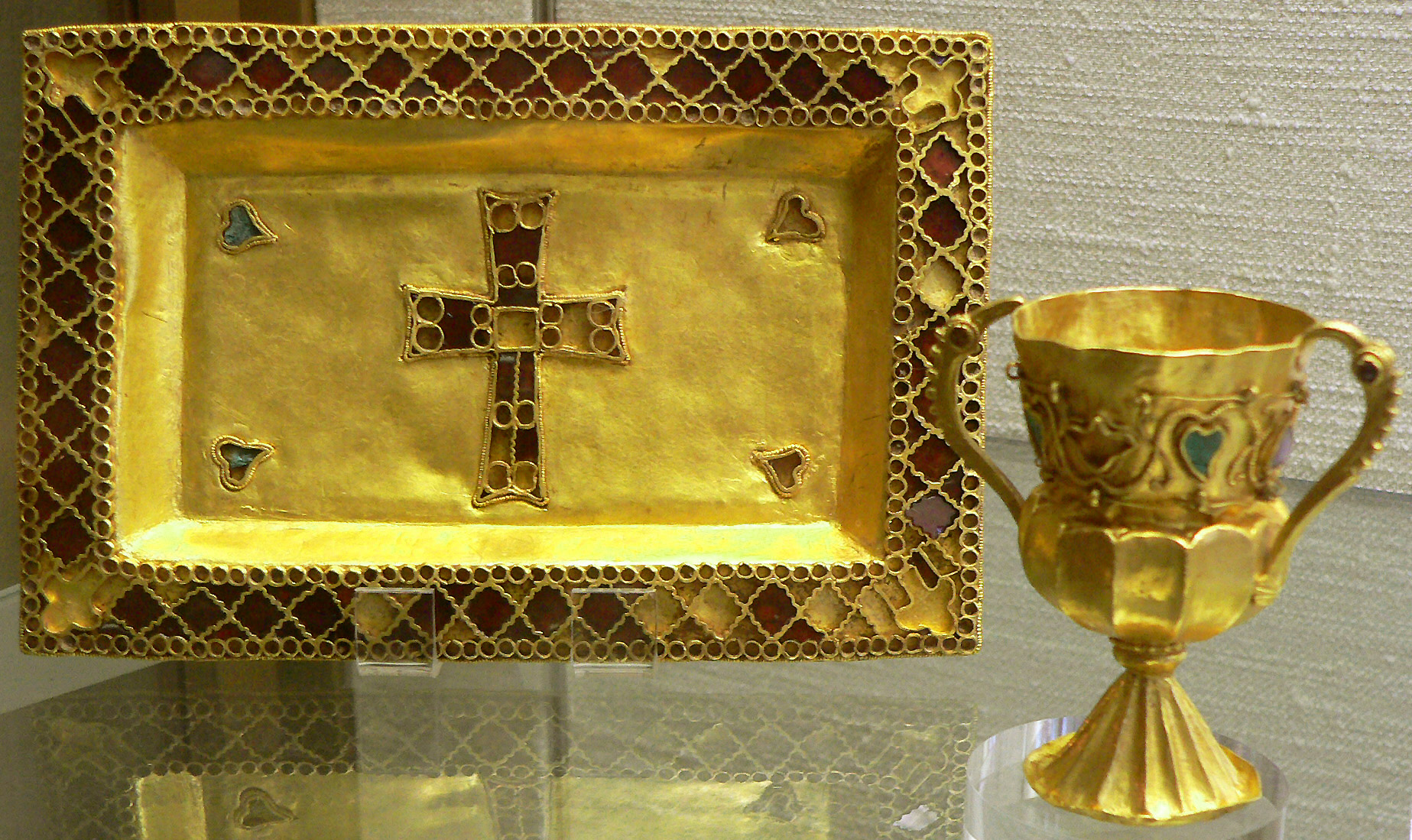
Гурдонський скарб (V-VI ст.)
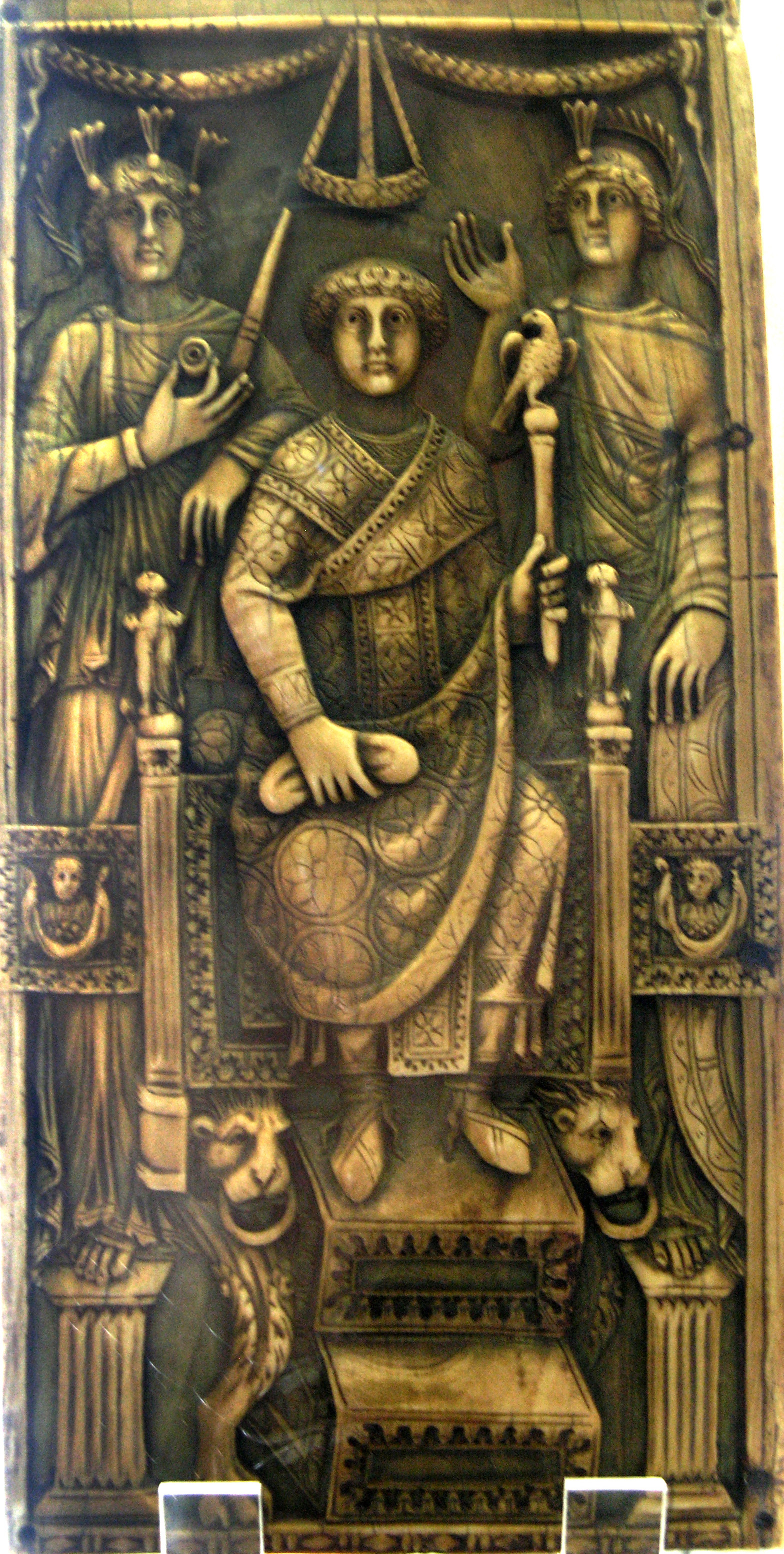
Диптих із зображенням консула Магна (518 р.)
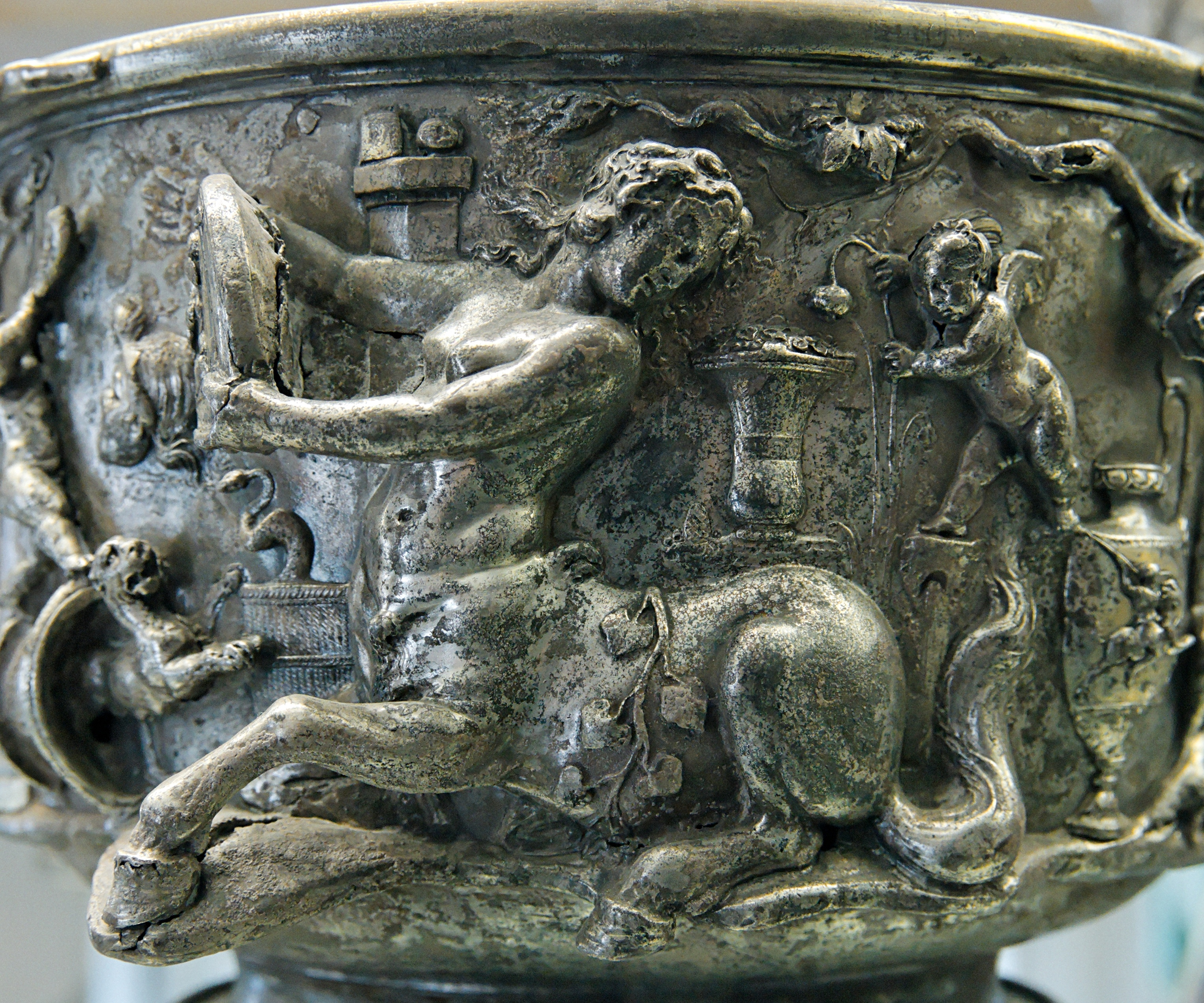
Чаша з рельєфами кентаврів, срібло, Італія
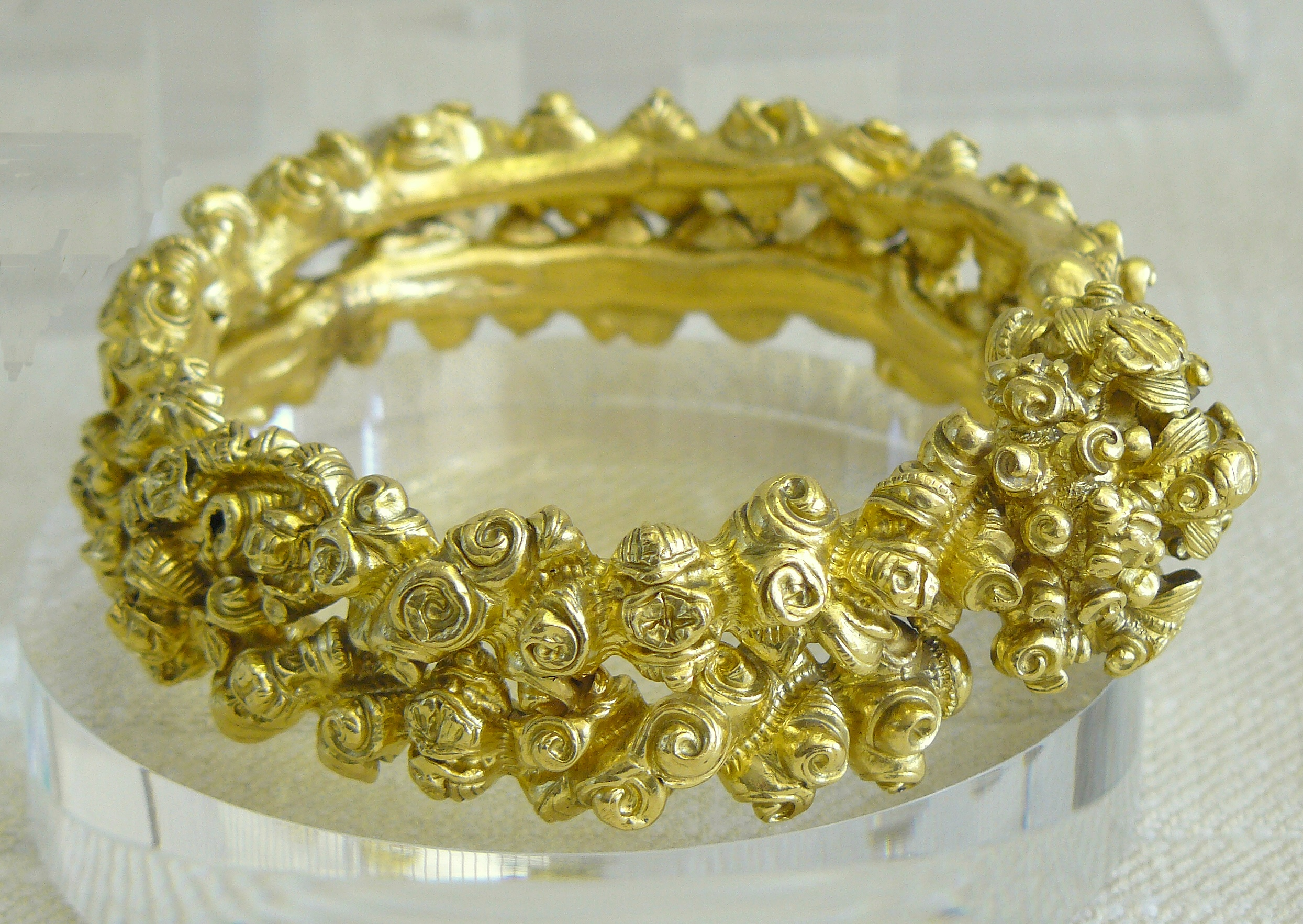
Золотий браслет доби кельтів зі збірки Люїня
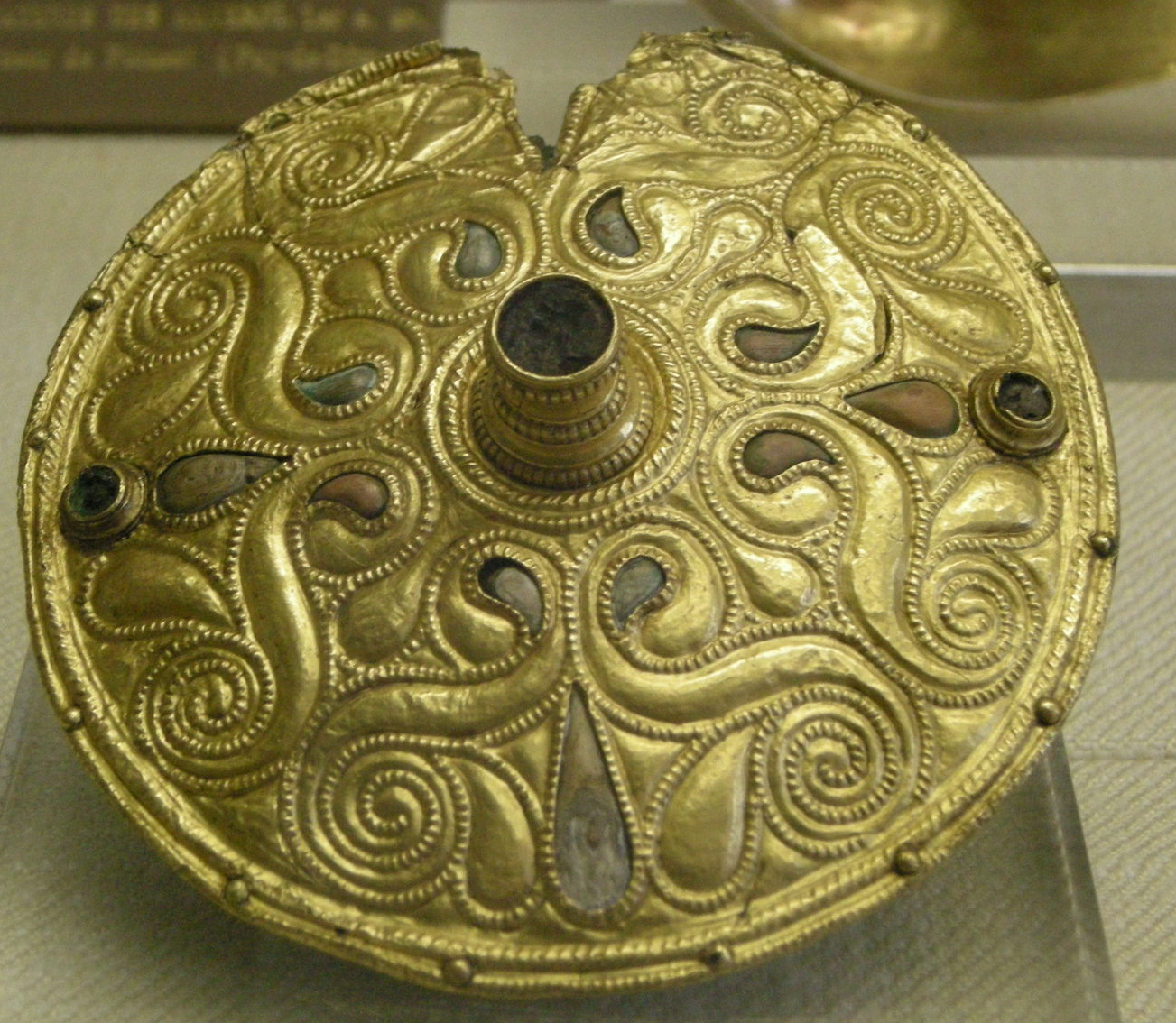
Диск, золочена бронза